# Spontaneous Combustion
A Spontaneous Combustion az amerikai Liquid Trio Experiment nagylemeze, mely 2007-ben jelent meg a Magna Carta gondozásában. A felvételek 1998-ban készültek a Liquid Tension Experiment Liquid Tension Experiment 2 című albumának a felvételei közben. John Petrucci a felvételek közben hazautazott, hogy újszülött kislányával tölthesse az időt, ezért Levin, Rudess és Portnoy hármasban folytatta a munkát. Közös zenélésük eredménye a Spontaneous Combustion album, mely azonban csak 9 évvel később 2007-ben jelent meg.
A trió felállásra utal az új zenekarnév a Liquid Trio Experiment.
A türelmes hallgatást igénylő korong nagyrészt csalódást okozott a rajongóknak, melyre Petrucci hiánya miatt a jazz növekvő befolyása és a kísérletezés jellemző. A korábbi albumokkal ellentétben a dalok kevésbé megszerkesztett darabok, gyakorlatilag az egész lemez egy dobokon, billentyűs hangszereken és basszusgitáron előadott dzsemmelés.
A korong minden dalába bele lehet hallgatni a Magna Carta Records honlapján:itt

## Számlista
|     | Cím                           | Hossz |
| --- | ----------------------------- | ----- |
| 1.  | Chris & Kevin's Bogus Journey | 7:54  |
| 2.  | Hot Rod                       | 6:21  |
| 3.  | RPP                           | 3:06  |
| 4.  | Hawaiian Funk                 | 4:39  |
| 5.  | Cappuccino                    | 3:26  |
| 6.  | Jazz Odyssey                  | 8:49  |
| 7.  | Fire Dance                    | 8:23  |
| 8.  | The Rubberband Man            | 6:52  |
| 9.  | Holes                         | 4:38  |
| 10. | Tony's Nightmare              | 2:49  |
| 11. | Boom Boom                     | 6:33  |
| 12. | Return of the Rubberband Man  | 9:43  |
| 13. | Disneyland Symphony           | 4:47  |

## Közreműködők
- Jordan Rudess – billentyűs hangszerek
- Tony Levin – basszusgitár
- Mike Portnoy – dob, ütőhangszerek
- Jim Brick – maszter
- Chris Cubeta – hangmérnök

## Fordítás
- Ez a szócikk részben vagy egészben  a   Spontaneous Combustion című angol Wikipédia-szócikk fordításán alapul.  Az eredeti cikk szerkesztőit annak laptörténete sorolja fel. Ez a jelzés csupán a megfogalmazás eredetét és a szerzői jogokat jelzi, nem szolgál a cikkben szereplő információk forrásmegjelöléseként.